# Reinoso (Burgos)
Reinoso ist ein nordspanischer Ort und eine Landgemeinde (municipio) mit nur noch 18 Einwohnern (Stand: 2024) im Norden der Provinz Burgos in der Autonomen Gemeinschaft Kastilien-León.

## Lage und Klima
Der Ort Reinoso liegt gut 36 km (Fahrtstrecke) nordwestlich der Provinzhauptstadt Burgos in einer Höhe von etwa 860 m; die Stadt Miranda del Ebro befindet sich etwa 85 km in nordöstlicher Richtung entfernt. Die sehenswerte Stadt Briviesca ist nur etwa 8 km entfernt. Das Klima im Winter ist rau, im Sommer dagegen gemäßigt und warm; Regen (ca. 670 mm/Jahr) fällt überwiegend im Winterhalbjahr.

## Bevölkerungsentwicklung
| Jahr      | 1857 | 1900 | 1950 | 2000 | 2017 |
| Einwohner | 224  | 166  | 160  | 24   | 12   |

Die Mechanisierung der Landwirtschaft und die Aufgabe bäuerlicher Kleinbetriebe führte seit den 1950er Jahren zu einem deutlichen Rückgang der Einwohnerzahlen, so dass der Ort möglicherweise vor seinem baldigen Ende steht.

## Wirtschaft
Die Einwohner der Gemeinde lebten jahrhundertelang im Wesentlichen als Selbstversorger von der Landwirtschaft (Ackerbau, Weinbau und Kleinviehhaltung); erst seit der Mitte des 20. Jahrhunderts wird auch für den überregionalen Markt produziert. Der Tourismus spielt kaum eine  Rolle für die Einnahmen der aussterbenden Gemeinde.

## Geschichte
Reinoso liegt etwas oberhalb des La Bureba-Korridors, der das obere Ebro-Tal mit dem Duero-Tal verband. Der etwa 1500 m vom Ort entfernte Dolmen El Pendón bezeugt die Anwesenheit von Menschen während der Jungsteinzeit. Der frühneuzeitliche Kirchturm gilt als Hinweis auf das Vorhandensein einer Siedlung in dieser Zeit.

## Sehenswürdigkeiten

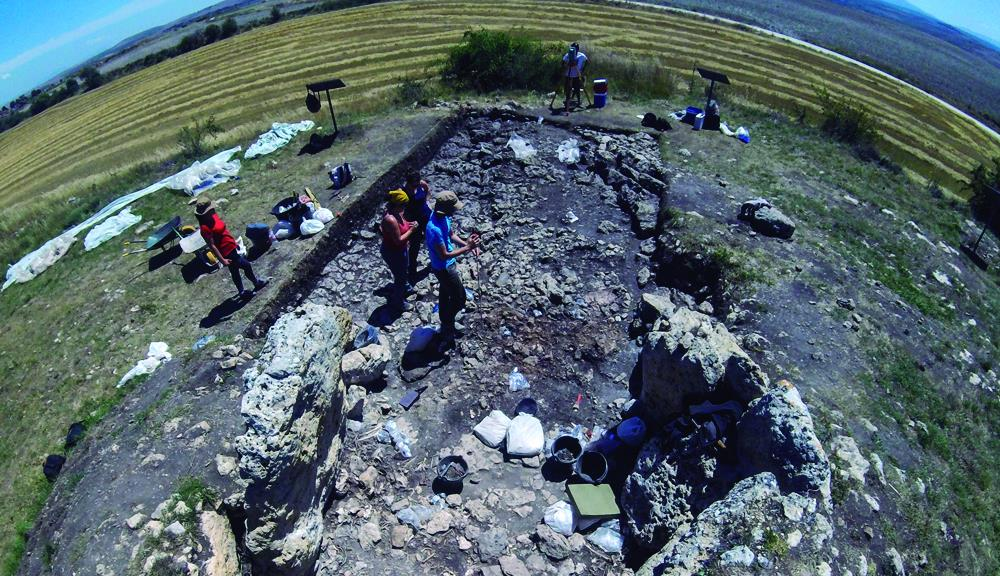
Foto der Ausgrabungen am Dolmen

- Von der im 16. oder 17. Jahrhundert erbauten Kirche des Ortes ist nur noch der aus exakt behauenen Steinen errichtete Glockenturm (campanario) erhalten. Im Bereich des Erdgeschosses finden sich noch der schmucklose Taufstein sowie zwei Glocken.

Umgebung
- Der auf einer ca. 1,5 km südöstlich gelegenen und mit Ginster bewachsenen Anhöhe befindliche Dolmen El Pendón besteht aus Kalkstein und ist entsprechend stark verwittert. Sämtliche Decksteine des Ganggrabs fehlen, doch bezeugt die annähernd quadratische Grabkammer das planerische Können der Erbauer.
- In unmittelbarer Nähe des Dolmens befindet sich ein noch nicht angetastetes Hügelgrab (tumulus).